# GeoGebra
A GeoGebra egy nyílt forráskódú geometriai és algebrai oktatóprogram. A szoftver alkalmas az általános és középiskolai matematikaoktatás céljaira. Kezelése rendkívül egyszerű, könnyen tanulható akár autodidakta módon is, bár ez nem feltétlenül teszi lehetővé a magas szintű használatot. A szoftver Java nyelven íródott, így bármilyen ezt futtatni képes számítógépen használható. Elérhető Linux, Microsoft Windows és Mac OS operációs rendszerekre, Android, iOS és Windows operációs rendszert futtató táblagépekre. A készítők tervei között szerepel, hogy okostelefonos alkalmazásfelülete is legyen, ami lehetővé tenné, hogy osztályteremben is kényelmesen, kis eszközigénnyel lehessen használni.

## Történet
A programot Markus Hohenwarter kezdte el írni 2001-ben a Salzburgi Egyetemen. A munkát 2006-tól Floridában az Atlanti Egyetemen, majd 2008-tól a Floridai Állami Egyetemen folytatta. Jelenleg a Linzi Egyetemen dolgozik a fejlesztésen számos közreműködő segítségével a nyílt forráskódú közösség részéről.
A táblagépekre készült verziót egy sikeres Kickstarter kampányt követően sikerült elkészíteni.
2013-ban a Giac programot, amit Bernard Parisse írt, integrálták a szoftver CAS (computer algebra system, komputeralgebra-rendszer) rendszerébe.
A táblagépes applikáció megjelenése után néhány évvel, elkészült a mobil applikáció is iOS és Android rendszerekre. Mára a hagyományos GeoGebra Classic verzió mellett több célalkalmazás is elérhető, melyek a 3D tervezés + AR, grafikus számológép vagy geometriai funkciókra szorítkozik.
2017-ben a GeoGebra kiegészül az ún. exam móddal, aminek következtében az alkalmazás vizsgaszituációkban is használható. Utóbbi években Ausztriában tesztelik, hogy az ottani érettségi vizsgákon hogyan használható a GeoGebra.
2021. december 8-án bejelentették, hogy a GeoGebra csatlakozik a BYJU indiai edtech konzorciumhoz. A csatlakozás részletei nem pontosan ismertek, de több portál felvásárlásként hivatkozik rá. A GeoGebra az akvizíció után is az eddigi formájában működik tovább. A végfelhasználók számára továbbra is ingyenesen elérhető lesz.

## Alkalmazások
A GeoGebra egy interaktív matematikai oktatószoftver, többféle alkalmazási területtel. Ennek révén szinte a teljes általános és középiskolai tananyag le van fedve. A program segítségével így az oktatás modern szemléletűvé, élményközpontúvá tehető.

### Interaktív geometria
A geometriai szerkesztések a szokásos módon pontokkal, vonalakkal, vektorokkal és sokszögekkel is végrehajthatóak, de ugyanakkor megadhatunk egyenletekkel, egyenlőtlenségekkel és függvényekkel is ponthalmazokat. Így a program a koordinátageometria és alkalmazási területei oktatására is alkalmas. Az egyes elemek megadhatóak pozicionáló eszközökkel, érintőképernyőkön rámutatással és közvetlenül is, a program parancssorában.
Alapvetően az euklideszi geometria tanítására alkalmas, de értelemszerűen más geometriák euklideszi modelljeit is meg lehet a segítségével valósítani. Ennek révén a speciális oktatási igényeket (fakultáció, versenyre felkészítés) is könnyedén kielégítheti.
Nagyon jó tulajdonsága, hogy az egyes objektumokat egymáshoz lehet kapcsolni, illetve így is születnek meg (például ha két pontra illesztünk egy szakaszt, akkor az egyik pontot mozgatva a szakasz is transzformálódik), ennek révén az interaktivitást igen jól fokozni lehet. Az egyes alakzatok tulajdonságait külsőleg is lehet állítani, változókon és vezérlő objektumokon keresztül, így a lényeges tulajdonságok jól kiemelhetőek és vizsgálhatóak.

### Számítógép-algebrai rendszer
A program el van látva egy hatékony, az iskolai oktatás céljaira alkalmas számítógép-algebrai rendszerrel is. Ennek révén elsősorban a középiskolákban előforduló algebrai és azzal kapcsolatos egyéb fogalmak kezelésére nyílik mód. Tud kezelni egyenleteket és egyenletrendszereket, polinomokat, mátrixokat és vektorokat is.
A rendszer által elvégezhető feladatok egyben a program saját belső programozási nyelvének az utasításai is. A felhasználónak esetleg szokatlan lehet, hogy az utasítások paramétereit szögletes zárójelek közé kell zárni, azonban ez a program logikáját tekintve érthetővé válik, mivel a szokásos zárójeleket a matematikában használatos módon kezeli, azaz például az f(x) egy x változójú függvényt jelöl, míg az f[x] egy eljárást, aminek a paramétere az x elem, ami nem feltétlenül szám, sőt, általában nem az.
A rendszer használatát rendkívül megkönnyíti, hogy az elkezdett szó alapján felajánlja a lehetséges ismert parancsokat a használható paraméterek megnevezésével, ezzel a tévedések lehetőségét csökkenti. A parancsok mindemellett lokalizáltak is, azaz magyar nyelven is elérhetőek, innentől használatuk csak a matematikai ismereteken múlik.

### Táblázatkezelő
Beépített táblázatkezelővel rendelkezik, aminek segítségével bevitt adatokat, pl. mérések eredményeit lehet vizsgálni. A táblázat sorait és oszlopait listákba foglalhatjuk össze, és azokra akár a program CAS rendszerében is hivatkozhatunk, illetve görbéket illeszthetünk rájuk, ilyen módon statisztikai vizsgálatokra is alkalmas.
A táblázatkezelő esetén is lehetőségünk van beépített utasítások használatára, ezek jellemzően a cellák tartalmából létrehozott listák manipulálását valósítják meg. Ebbe beletartozik a statisztikai analízis, a regressziószámítás és a valószínűségszámítás is.

### Programozhatóság
A szoftver beépített szkriptnyelvvel rendelkezik, aminek segítségével nagymértékben automatizálhatóak tevékenységek, illetve a program működése testre szabható. A szkriptnyelv erősen hasonlít a JavaScriptre, illetve magukhoz az elemekhez konkrét JavaScript kódok mellékelhetőek.
A legtöbb elemhez több szkript is rendelhető, függően a vele végezhető tevékenységtől. Lefuthat egy szkript az elemre kattintáskor illetve egy másik frissítéskor. Ennek során különféle algebrai műveleteket végezhetünk el, illetve más elemeket és értékeket manipulálhatunk.
Egy tipikus GeoGebra szkript például:
a1=sgn(Véletlenszám[0,1]-0.5)
b=Véletlenszám[-5,5]
c=Véletlenszám[-5,5]
s=false
Maga a szkript természetesen lehet JavaScript nyelvű is.
Az alapvető elemek a szokványos grafikus vezérlők: csúszkák, jelölőnégyzetek, gombok és beviteli mezők. Ezeken keresztül változók értékeit és közvetlenül más objektumokat is módosíthatjuk. Az egyes eljárások nevei magyarra vannak lefordítva, így a használatuk idegen nyelvekben kevésbé járatos felhasználóknak sem okoz nehézséget, ugyanakkor a jelölések igen nagy mértékben igazodnak a hagyományos matematikai rendszerhez, ezzel is segítve a használatot.

### Kimenet
Az elkészített anyagok többféle formátumban is elmenthetőek, képanimációtól a LaTeX-képes formátumokig. Az exportálási lehetőségek:
- dinamikus weblap (HTML5);
- bitmap képként;
- animált gif formátumban;
- PSTricks rajzlap;
- TikZ rajzlap;
- Asymptote kódként.

## GeoGebraTube
A GeoGebra által létrehozott interaktív eljárások elmenthetőek és később újra felhasználhatóak, így nagyban igazítható az oktatás sajátosságaihoz a szoftver használata. A kész alkotások feltölthetőek a GeoGebraTube nevű honlapra.
A honlap 2011-ben indult, a GeoGebra programmal készült anyagok hivatalos tárolójaként, és mára majdnem 180 000 különböző oktatási segédanyag közül válogathatunk. Ezek egy része munkalap, de vannak táblázatkezelőhöz is fájlok, könyvek és kiegészítő eszközök is, mind az oktatás céljaira elkészítve. Témakörök tekintetében is elég széles a spektrum, a szerkesztési módszerektől a függvényeken át az analízisig bezárólag.

## Licenc
A GeoGebra többféle komponensből áll össze, amiknek eltérő licencelése van. Egyes részek a General Public Licence hatálya alá esnek, mások a Lesser General Public Licence körébe, és vannak Apache licencelésű összetevők is. Az általában az interneten beszerezhető, végfelhasználók által telepíthető változat a GeoGebra Nem Kereskedelmi Licenc  hatálya alá esik: kereskedelmi célú használat esetén kereskedelmi licencet kell igényelni.